# Jorge Toro
Jorge Luis Toro Sánchez (* 10. Januar 1939 in Santiago de Chile; † 16. Februar 2024 in El Quisco) war ein chilenischer Fußballspieler und späterer -trainer.

## Karriere

### Verein
Jorge Toro begann seine Profikarriere in seiner Heimatstadt Santiago de Chile bei CSD Colo-Colo im Jahr 1959, wo er die folgenden drei Jahre beim chilenischen Erstligisten spielte und 1960 mit Colo-Colo die chilenische Meisterschaft gewann. Nach der erfolgreichen Weltmeisterschaft 1962 wurde er nach Italien zu Sampdoria Genua transferiert. Nach einer Saison in Genua und 16 Partien für die Blucerchiati wechselte er zum FC Modena. Er stieg mit Modena in der Spielzeit 1963/64 in die Serie B ab, blieb dem Verein jedoch auch die folgenden fünf Jahre erhalten und etablierte sich mit den Norditalienern in der Serie B. Für die Saison 1969/70 wechselte er zu Hellas Verona, kehrte jedoch nach nur sieben Partien nach Modena zurück. Im Jahr 1973 verließ er Italien und kehrte nach Chile zurück. Jorge Toro ließ seine Karriere bei Deportes La Serena ausklingen.

### Nationalmannschaft
Mit der Nationalmannschaft seines Heimatlandes nahm der nur 1,69 m große Spieler von CSD Colo-Colo an der Weltmeisterschaft 1962 teil. Im zweiten Vorrundenspiel gegen Italien, das als Schlacht von Santiago in die Geschichte einging, erzielte der Mittelfeldspieler den entscheidenden zweiten Treffer für Chile, womit die Italiener mit 2:0 besiegt wurden. Chile qualifizierte sich damit vorzeitig für das Viertelfinale. Im letzten Vorrundenspiel gegen Deutschland (0:2) pausierte Toro.
Die chilenische Mannschaft besiegte im Viertelfinale die Sowjetunion (2:1), scheiterte jedoch im Halbfinale gegen den späteren Weltmeister Brasilien (2:4). Jorge Toro erzielte in diesem Spiel ebenfalls ein Tor.
Jorge Toro absolvierte zwischen 1959 und 1973 insgesamt 23 Länderspiele für Chile. Sein letztes bestritt er 34-jährig im WM-Qualifikationsspiel am 29. April 1973 in Lima gegen Peru (0:2). Er wurde im Laufe des Spiels gegen Francisco Valdés eingewechselt.